# Église Saint-Sernin d'Eysses
L'église Saint-Sernin d'Eysses est une église catholique de Villeneuve-sur-Lot située à Eysses, près du site antique d'Eysses. Elle est dédiée à saint Sernin (forme contractée de saint Saturnin) et dépend de la paroisse Saint-Joseph de Villeneuve du diocèse d'Agen,.

## Histoire et description

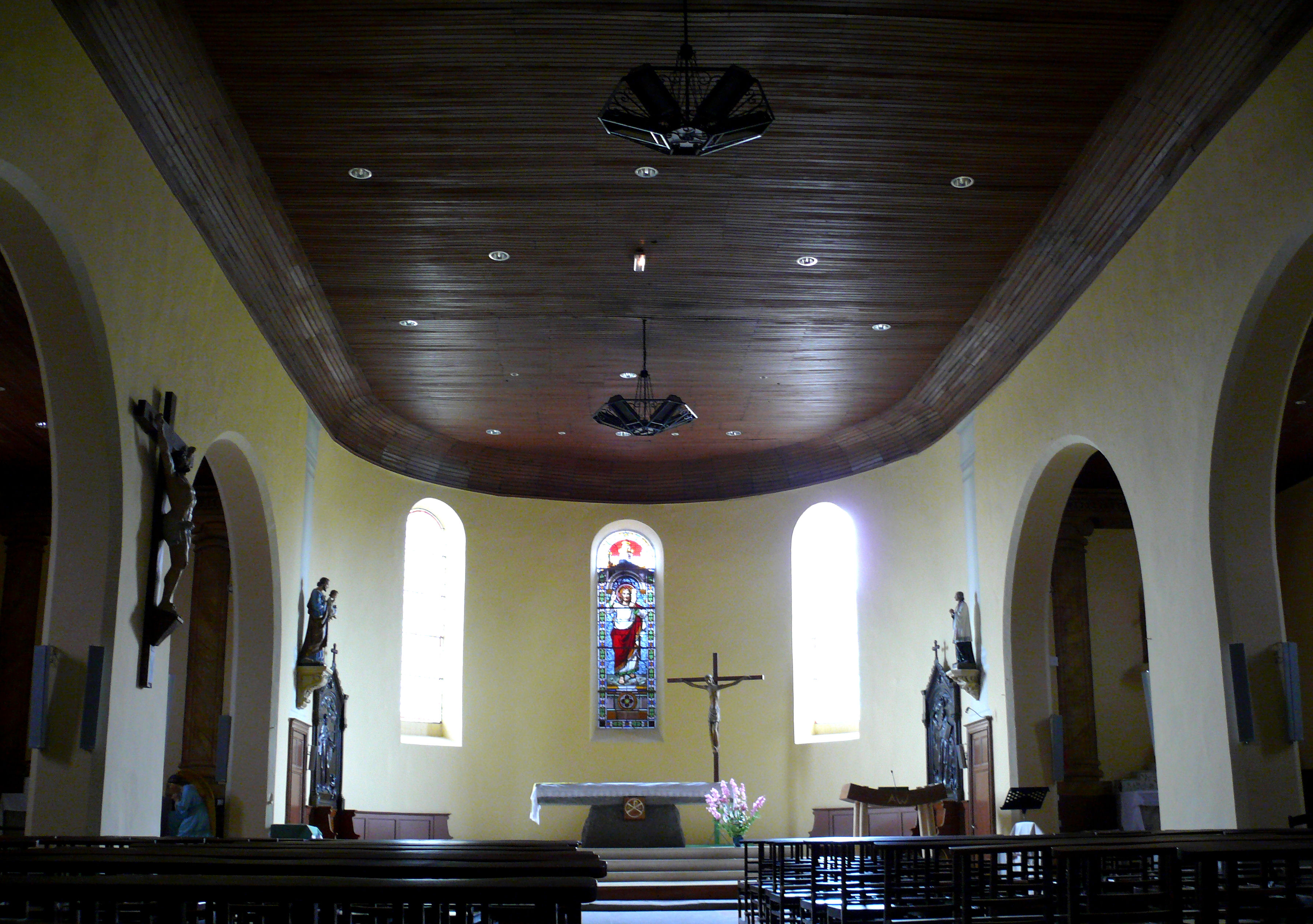
Vue du chœur.

Dans l'Antiquité tardive, Excisum (Eysses) est un bourg commerçant important, à la croisée des routes de Cahors (Divonna), de Périgueux (Vesunna) et d'Agen (Agennum). Excisum est anéanti par les Sarrasins. L'abbaye bénédictine d'Eysses, construite au Haut-Moyen-Âge (sans doute sous Dagobert[Lequel ?]), reprend partiellement le site antique. L'église est reconstruite après l'invasion des Normands qui l'avaient détruite. Elle est démolie en 1821 et reconstruite une centaine de mètres à l'est pour laisser plus de place à la prison. On découvre pendant les travaux de démolition un morceau de mosaïques polychromes, puis d'autres fragments de ce pavement de l'antiquité tardive en 1988, ainsi que des sépultures de tegulae. L'ancien presbytère abrite désormais un petit musée archéologique.
La nouvelle église construite en 1822 est en style néo-roman, selon un plan en croix latine avec une nef prolongée d'une abside éclairée de trois vitraux ; l'église possède deux bas-côtés datant de 1867 et des chapelles latérales. Des travaux sont effectués entre 1839 et 1847 avec l'édification du petit clocher. L'église est remaniée en 1906, avec notamment la construction d'une nouvelle sacristie contre le clocher.
On remarque un vitrail de saint Expédit offert par les soldats du IXe de ligne. Le Christ en croix a été rapporté d'Algérie.
La messe dominicale y est célébrée le dimanche à 9 heures 30.